# 야마자키촌 (도야마현)
야마자키촌(山崎村)은 도야마현 시모니카와군에 있던 촌이다.

## 역사
- 1889년 4월 1일 - 정촌제 시행에 의해 시모니카와군 야마자키촌이 성립하였다.
- 1954년 8월 1일 - 고카쇼촌, 미야자키촌, 사카이촌, 오에노쇼촌, 난보촌과 합병해 아사히정이 성립하였다.

## 참고문헌
- 石川三郎編『石川県下新川郡吏員町村吏員職員録 明治13年10月4日届』小沢重三郎、1880年。
- 大日本篤農家名鑑編纂所編『大日本篤農家名鑑』大日本篤農家名鑑編纂所、1910年。
- 北日本実業奨励会編『富山県壱万円以上実業家資産名鑑と銀行会社便覧 大正11年7月現在』若越書院、1922年。
- 『市町村名変遷辞典』東京堂出版、1990年。